# Animerica
Animerica («Анимерика») — ежеквартальный дайджест, выпускаемый издательством Viz Media. Начал своё существование как ежемесячный журнал обзоров аниме и манги, а также связанных с ними работ и тематических статей. Первый номер журнала вышел в феврале 1993 года (журнал за март), следом за публикацией превдварительного выпуска в ноябре 1992 года. В 1998 году на свет появилась Animerica Extra — антология манги, впоследствии ограничившая свою тематику сёдзё-мангой. Её выпуск был прекращён в 2004 году.
Animerica был одним из первых профессиональных журналов об аниме и манге в США и одним из самых популярных в 1990-х годах. В 2004 году его тираж составлял 45,000 экземпляров, но падение продаж и серьёзная конкуренци со стороны Newtype USA привела к закрытию первоначального журнала и его преобразованию в бесплатный дайджест. Компания Viz Media изменила формат журнала, превратив Animerica в три различных бесплатных издания под одним и тем же названием.

## История
Animerica появился в 1992 году с выходом нулевого, предварительного номера в ноябре 1992 года и с первым официальным выпуском журнала в марте 1993 года. вопрос после марта 1993. Так как Viz Media имела контакты с японской компанией Shogakukan, Animerica стал одним из первых профессиональных и качественных американских журналов об аниме и манге. Первоначально издание выходило под редакцией Сэйдзи Хорибути, Сатору Фудзии и Триш Леду. В 1998 году Viz объявила о создании смежного журнала Animerica Extra, выпуск которого был прекращён в 2004 году.
По случаю девятой годовщины журнала, Viz приступила к реорганизации журнала. С ноябрьского номера 2001 года обновился дизайн обложки и логотип, больше места стали занимать новости, обзоры и статьи о Японии. Каждый номер также содержал полноразмерные постеры. К 2003 году первоначальное количество страниц удвоилось.
Когда Viz начала издание Animerica, его название было зарегистрировано в качестве товарного знака. В 1997 году японская компания Redsun стала использовать доменное имя animerica.com, на котором размещала порнографические материалы и хентай. Viz сделала попытку выкупить доменное имя, но Redsun отказался продать animerica.com. Viz подала иск, утверждая, сайт нарушает права компании. Суд согласился с тем, что пользователи Интернета могут ошибочно связывать название сайта с изданием Animerica, но, как было отмечено, путаницу данное название вызывает, в основном, у американской аудитории, поэтому требования Viz о закрытии сайта были отклонены. Однако суд потребовал от Redsun разместить на сайте объявление о том, что их ресурс никак не связан с журналом или компанией Viz Media, а также предоставить ссылку на существующий официальный сайт Animerica www.animerica-mag.com. В ноябре 2004 года веб-сайт Redsun был закрыт. После этого Viz выкупила доменное имя, и в октябре 2005 года работа ресурса была возобновлена — он был запущен как официальный сайт нового журнала Animerica.

### Новый формат
Компания Viz Media изменила формат журнала в апреле 2005 года, превратив Animerica в три различных бесплатных издания под одним и тем же названием. Одно из них является рекламно-ориентированным и предназначенным специально для распространения на аниме-фестивалях. Он больше похож на оригинал. Другой распространяется через сети книжных магазинов Waldenbooks и Borders и представляет собой ежеквартальный дайджест. Позднее появился аналогичный вариант для магазинов BestBuy. Все три версии журнала содержат меньше статей, меньше страниц, а статьи в них короче, чем в изначальном Animerica. Последний выпуск старой версии состоялся в июне 2005 года (том 13, номер 6). Подписчикам вместо Animerica доставляли другой журнал Viz, Shojo Beat.

## Содержание
Каждый выпуск оригинальных Animerica содержал статьи, освещающие релизы аниме и манги в США и Японии, интервью с известными личностями, например, актёрами дубляжа и режиссёрами, рецензии на аниме и мангу и статьи на смежные темы: компьютерные игры, игрушки, фигурки, музыкальные релизы. В каждый номер включалась одна глава из манги, которая публиковалась Viz в данный момент. На протяжении выхода журнала, в нём появлялись главы Area 88, Galaxy Express 999, One-Pound Gospel, Urusei Yatsura.
Текущие номера журнала по-прежнему содержат статьи о новых изданиях манги и аниме, обзоры манги, но статьи стали короче. Кроме того, количество статей уменьшилось.